# Sielenbach
Sielenbach är en kommun och ort i Landkreis Aichach-Friedberg i Regierungsbezirk Schwaben i förbundslandet Bayern i Tyskland.
Kommunen ingår i kommunalförbundet Dasing tillsammans med kommunerna Adelzhausen, Dasing, Eurasburg och Obergriesbach.